# 小行星8015
小行星8015（英語：8015）是一颗围绕太阳公转的小行星。1990年8月24日，亨利·E·霍爾特在帕洛马山发现了此天体。
这颗小行星的绝对星等为36.45249等。